# The Fairy Doll
The Fairy Doll  (A Boneca Fada) teve sua estréia na Corte de Viena em 4 de outubro de 1888 como 'Die Puppenfee'.  Este balé também é baseado na história do Boneco de Neve de 1815 de ETA Hoffman. com música de Josef Bayer coreografada por Joseph Hassreiter, e mais tarde foi inserido um "pas de trois" coreografado por Legat.
O ballet conta a história de uma loja de bonecas que, ao anoitecer, se torna mágica e as bonecas ganham vida. Até que um menino é esquecido na loja e presencia tudo que ocorre lá dentro. O ballet conta com a apresentação de bonecas como: Bebê, Espanhola, Francesa, Chinesa, Japonesa, boneca do balão e a boneca fada, que é a causadora das mágicas. O menino então se apaixona pela boneca. O final do ballet acontece quando, já de manhã, os donos da loja aparecem e presenciam a despedida das bonecas e do garoto. 